# Тетеревец (Дятловский район)
Тетереве́ц (бел. Цецеравец) — деревня в Дворецком сельсовете Дятловского района Гродненской области Белоруссии. По переписи населения 2009 года в Тетеревце проживало 18 человек.

## История
В 1996 году Тетеревец входил в состав колхоза «Меляховичи». В деревне имелось 26 хозяйств, проживало 38 человек.